# 대니카 매켈러
대니카 매켈러(Danica McKellar, 1975년 1월 3일 ~ )는 미국의 배우이다.

## 출연 작품

### 드라마
- 케빈은 12살